# Ulan Konysbajev
Ulan Abirbekovič Konysbajev (cyrilicí Ұлан Абирбекович Қонысбаев; * 28. května 1989, Usť-Kamenogorsk, Kazašská SSR, SSSR) je kazašský fotbalový záložník a reprezentant, momentálně hráč klubu Šachter Karagandy.

## Reprezentační kariéra
Hrál za mládežnickou reprezentaci Kazachstánu U21.
V A-mužstvu reprezentace Kazachstánu debutoval 9. 2. 2011 v přátelském zápase v tureckém městě Antalya proti Bělorusku (remíza 1:1).